# Romeo (canção de Dino)
"Romeo" é o primeiro single do álbum Swingin, lançado pelo cantor de dance-pop e freestyle Dino em 1990. A canção contem a participação do rapper Doctor Ice.
É o single de maior sucesso lançado por Dino até hoje, alcançando a posição #6 na Billboard Hot 100 em 20 de Outubro de 1990. Na parada dance a canção obteve moderado sucesso, alcançando a posição #35 em 6 de Outubro de 1990. No Canadá a canção alcançou a posição #32, se tornando um hit. Na Nova Zelândia a canção permaneceu por uma semana da parada musical, alcançando a posição #48.

## Faixas
12"/CD single
| N.º | Título                 | Duração |  |
| 1.  | "Romeo" (12" Remix)    | 5:32    |  |
| 2.  | "Romeo" (Red Zone Mix) | 5:30    |  |
| 3.  | "Romeo" (Instrumental) | 5:15    |  |
| 4.  | "Romeo" (Radio Edit)   | 4:10    |  |
| 5.  | "Romeo" (Dub Version)  | 4:08    |  |
| 6.  | "Romeo" (Loop A Pella) | 4:18    |  |

## Posições nas paradas musicais
| Parada musical (1990)                             | Melhor posição |
| ------------------------------------------------- | -------------- |
| Canadá - Canada RPM Top 100 Singles               | 32             |
| Estados Unidos - Billboard Hot 100                | 6              |
| Estados Unidos - Hot Dance Music/Club Play        | 35             |
| Estados Unidos - Hot R&B/Hip-Hop Singles & Tracks | 69             |
| Nova Zelândia - RIANZ                             | 48             |

| Parada de fim de ano (1990)        | Melhor posição |
| ---------------------------------- | -------------- |
| Estados Unidos - Billboard Hot 100 | 80             |